# Educación en el trabajo social
Los trabajadores sociales (y educadores sociales en algunos países) usan la educación  como herramienta clave para las interacciones con el cliente y la comunidad. Estos intercambios educativos no son siempre explícitos pero son la fundamentación de cómo los trabajadores sociales aprenden de los participantes de su servicio y como pueden asistirlos con la facilitación de información y el desarrollo de habilidades.

## Psicoeducación
Una de las maneras más conocidas en qué trabajadores sociales involucran a los participantes de servicio con información valiosa es a través de la psicoeducación. La psicoeducación "refleja un cambio de paradigma a uno más holístico y basado en competencias, aproximando, acentuando la salud, la colaboración, el afrontamiento y el empoderamiento". Este método puede ser utilizado 
dentro de las interacciones individuales y comunitarias, pero se enfoca constantemente en las fortalezas de los participantes del servicio. Es un modelo que permite al trabajador social proporcionar la información necesaria al participante del servicio para poder hacer una decisión informada que le permitirá lograr sus objetivos .

## Educación como herramienta en el empoderamiento comunitario
Dentro del entorno educativo, los trabajadores sociales pueden proporcionar información valiosa a través de las Universidades de Padre (PU). El programa Focus on Children (enfocarse en los niños, en español) de las Escuelas Públicas de Boston (Boston Public Schools o BPS en inglés) facilita una PU para los padres de los niños en el distrito escolar. Las PU se centran en el desarrollo infantil, el contenido que los niños están aprendiendo en la escuela, la defensa del niño y del padre, el liderazgo parental y las habilidades de crianza eficaces. El objetivo del programa es para proporcionar a los padres información beneficiosa para el éxito académico de sus hijos y su propio desarrollo personal y profesional. Estas clases son gratuitas para todos los  padres con niños en las BPS y tienen lugar los sábados seleccionados durante todo el año. Un modelo como este podría ser un gran foro para que los trabajadores sociales, incluyendo los trabajadores sociales escolares, trabajen con los padres considerando las necesidades académicas de sus hijos.
La Washtenaw Interfaith Coalition for Immigrants Rights (WICIR) es una organización cofundada por el profesor de trabajo social de la Universidad de Míchigan,  Laura Sanders y numeroso otros voluntarios comunitarios. WICIR ha sido fundamental en el liderazgo de la campaña de derechos inmigrantes en el condado de Washtenaw, Míchigan. Esta organización desarrolló un equipo voluntario  de respuesta urgente en respuesta a una redada de inmigración brutal en 2008.  Proporciona defensa para las familias afectadas por el aumento de la aplicación de las políticas de inmigración, educación de Know Your Rights (conoce tus derechos) para la comunidad inmigrante, educación de aliado, y dirige las acciones políticas hacia el cambio de las políticas locales que afectan a los inmigrantes y a la reforma de inmigración.  Recientemente WICIR ha proporcionado capacidades para fortalecer a los miembros comunitarios inmigrantes a hablar en público y a fabricantes de política en representación de reformas de política, abogar por la comunidad y ayudar a otras familias inmigrantes..  Los materiales educativos y talleres se proporcionados en ambos idiomas, ingleses y español. El uso de creativo y el empoderamiento de las sesiones educativas de WICIR y el proporcionar material en inglés y  español les ha permitido ser inclusivos y responsables de las necesidades de la comunidad.

## Alternativas
El código de la ética (Code of Ethics) de NASW  (National Association of Social Workers, en español asociación nacional de trabajadores sociales) hace énfasis en la importancia de la profesión del Trabajo Social siendo sensible, consciente y culturalmente competente (1.05) mientras se construye una sociedad con participantes. La idea de competencias culturales está siendo discutida; una nueva terminología  sugiere utilizar la humildad cultural vs. la competencia cultural. Estos autores sugieren que la humildad cultural es más sostenible e incorpora un compromiso durante toda la vida para autoevaluarse y crecer. La importancia de llamar la atención sobre esto de inmediato es resaltar que el uso del lenguaje es extremadamente importante al interactuar con los participantes. Comprobar nuestro uso de la lengua como profesionales tiene impactos potentes en nuestras relaciones. Además, nuestro uso de la lengua puede perpetuar la jerarquía o ayudar para minimizarla. Si nuestro objetivo como Trabajadores Sociales es empoderar a los participantes, minimizar la jerarquía es una manera  para desarrollar relaciones más significativas y igualitarias.
Una manera de limitar la jerarquía y el imperialismo cultural juntos es a través de la educación comunitaria o popular. Esta forma de educación difiere de la de educación dominante mediante la inclusión de voces que con frecuencia se quedan fuera. Esto es examinado y explicado en profundidad por el educador y filósofo Paulo Freire, en su libro más influyente "Pedagogía del Oprimido". Freire fue pionero en el movimiento de la pedagogía crítica . En lugar de utilizar un enfoque tradicional de arriba hacia abajo durante la educación, Freire creía en un enfoque de abajo hacia arriba. Con este cambio en la dinámica del poder, los educadores, incluyendo a los trabajadores sociales, serán más propensos a darse cuenta de las fortalezas de las personas con las que están trabajando, en lugar de asumir que, como profesionales, tenemos todas las respuestas. Es extremadamente importante para los trabajadores sociales ser consciente de esto, ya que gracias a esta filosofía  se promueve el empoderamiento. Nuestro papel como trabajadores sociales no es simplemente brindar servicios, sino que también es ayudar a otros a desarrollar una autoestima positiva.
Otro ejemplo de este fue la obra "Una Historia Popular de América" (A People's History of America) de Howard Zinn. Zinn creía que la narración dominante enseñada en las escuelas excluía la voz y las contribuciones de las poblaciones marginadas. Mientras se buscan maneras de incorporar la educación de las personas, una herramienta ya existente es el Proyecto de Educación Zinn. En este sitio web, los educadores pueden encontrar recursos críticos que se enfocan en las voces de los grupos oprimidos y marginados. Este sitio web contiene centenares de recursos gratuitos. Utilizar herramientas como esta es beneficioso tanto para el trabajador social como para  el participante.
Al facilitar o participar en una educación que desafía las narrativas dominantes, es importante ser consciente de la propia  identidad social. Nuestras identidades son extremadamente complejas y se cruza con varios aspectos de nuestro estado adscrito (uno asignó a ti) y nuestro estado conseguido (uno que está "ganado"). Reflectando y analizando nuestras identidades propias y estado, nos puede ayudar a fomentar una  comprensión más profunda y respeto para aquellos que están a nuestro alrededor. Ser crítico es una necesidad absoluta al participar en las narrativas alternativas.
Al facilitar o educar, es importante establecer el estado de ánimo del grupo. Esto se hace normalmente a través de un rompehielos antes de empezar la actividad educativa. Esto ayuda al individuo a prepararse y a conocerse los unos a los otros antes de hablar sobre temas complejos, como los que desafía la narrativa dominante. Existen muchos recursos para romper el hielo, pero también se puede desarrollar uno particular basado en el propio  plan de educación y del grupo con el que se está trabajando. Después del debate es importante tener alguna clase de clausura para el grupo. Discutir alternativas a una narrativa dominante puede ser revelador, fortalecedor o incluso incómodo para algunos. Es beneficioso discutir de cómo se sienten las personas para poder adaptar las discusiones futuras a las necesidades del grupo.

## Habilidades y herramientas para los trabajadores sociales que educan
Varias organizaciones proporcionan materiales suplementarios y guías para los profesionales del trabajo social que se dedican a educar. Algunos de los recursos más completos están disponibles a través de departamentos universitarios de trabajo social y de organizaciones sin ánimo de lucro. Algunos ejemplos de estos recursos son el Consejo en Educación de Trabajo Social y la Universidad Estatal de Nueva York, escuela de Trabajo Social.  El CSWE Gero-Ed Center proporciona una guía de práctica para trabajadores sociales que educan a ciertas audiencias, incluye ejercicios de clase, asignaciones, estudios de casos e historia.

### Consejo de Educación en el Trabajo Social
El Consejo en Educación de Trabajo Social (CSWE, Council on Social Work Education) es una asociación sin ánimo de lucro de instituciones educativas y profesionales que trabaja para asegurar y mejorar la calidad de educación del trabajo social y para una práctica que promueva el bienestar individual, familiar, y comunitario y la justicia social y económica. La asociación proporciona varias formaciones para la educación comunitaria en un entorno de trabajo social. Por ejemplo, el CSWE Gero-Ed  Center proporciona una guía de práctica para los trabajadores sociales que educan a audiencias o poblaciones que incluye ejercicios de clase, asignaciones, estudios de caso y un historial de competencias.
El material proporcionado explica los beneficios de cada estilo de actividad y lo que el grupo obtendría de su implementación. Muchos de los ejercicios de clase se parecen a  eventos de educación comunitaria y están destinados a proporcionar una idea de qué estilos educativos puede ser mejores para el tema  de interés o población del trabajador social. Un análisis de política en una reunión de una agencia comunitaria puede requerir una actividad educativa que divida a los asistentes en grupos para defender los intereses de otros miembros comunitarios o agencias. Este tipo de actividad, como lo describe el CSWE, permite la libre discusión de temas políticos intergeneracionales y multiculturales asociados con aquella política. Esta herramienta es una entre las muchas otras que el CSWE proporciona a los trabajadores sociales que educan.

### The State University of New York School of Social Work
Para los trabajadores sociales que son nuevos en la educación, "The State University of New York School of Social Work" (la Universidad Estatal  de Nueva York escuela de Trabajo Social, en español) proporciona un gran recurso que puede ayudar a cada educador a encontrar su propio estilo de enseñanza. Explican que la enseñanza es  un arte y que los trabajadores sociales, como educadores, necesitan entenderse a ellos mismos y a su alumnado. Algunas de las herramientas identificadas proporcionadas por la Escuela de Trabajo Social, incluye encontrar el estilo propio de aprendizaje, cómo desarrollar planes de lecciones eficaces, enseñanza reflexiva y desarrollo profesional, recursos por materia, y enseñanza centrada en soluciones, entre otros.
La enseñanza reflexiva es una  aspecto promovido que describe la responsabilidad del trabajador social para crear un entorno para la resolución creativa de problemas. Deja espacio para considerar más alternativas y desarrollar un cuerpo de conocimiento basado en experiencias. En el ámbito del  trabajo social, este intento de educación comunitaria puede resultar más eficaz, ya que nuestros entornos y poblaciones están cambiando constantemente . La reflexión y el seguimiento del proceso educativo puede ayudar a estabilizar formas más creativas e innovadoras para educar a las personas, familias, y comunidades. A mediada que los problemas de justicia social y económica devienen más prominentes y delicados, los trabajadores sociales deben considerar estas herramientas en beneficio de quienes buscan ayuda.